# 2015年8月巴格達汽車炸彈爆炸事件
2015年8月巴格達汽車炸彈爆炸事件，是指2015年一宗由伊斯蘭國發動、對象為什葉派武裝分子的恐怖主義襲擊事件，有汽車炸彈在一所批發市場爆炸，造成76人死亡、212人受傷。

## 過程
2015年8月13日早上6時（UTC+3），一辆裝有炸药的冷藏卡车在薩德爾城的贾米拉食品批發市場發生爆炸；這所批發市場在事發的星期四一向特別繁忙，而涉事的冷藏卡车與其他送貨車輛外觀相似，難以辨別。
爆炸發生後，批發市場幾乎完全被毀，蔬果散滿一地，到處發生火災；有車輛被震到空中，一輛小型巴士被震到距離現場10公尺的人行道，也有車輛被炸燬至只剩下支架。是次爆炸造成最少76人死亡、212人受傷；不少人在爆炸現場當場身亡，有死者的殘肢被炸至附近建築物的屋頂上，也有屍體散落在地面的蔬果上。當地民眾召叫救護車把傷者送院救治，有居民前往爆炸現場協助，他們有些駕私家車把傷者送院，也有居民幫忙運走屍體。

## 責任
伊斯蘭國曾多次發動以伊拉克什葉派穆斯林為攻擊對象的恐怖襲擊，而襲擊發生地薩德爾城被視為什葉派穆斯林的聚居地。在爆炸發生後，伊斯蘭國宣佈對此次襲擊負責，表示有意再在人多擁擠的地方發動襲擊，又聲稱襲擊事件會陸續發生；有伊斯蘭國支持者在網上发表声明，宣稱是次袭击的對象是什叶派武装份子。

## 反應
襲擊發生後，有伊拉克民眾批評當地政府，認為政府應為此事負全責，又呼籲當局在巴格達設置由軍人和民兵駐守的檢查站。
联合国驻伊拉克援助团代理负责人在襲擊後发表聲明，對此事表示谴责，又批評這宗襲擊是一樁恐怖主义暴行，認為發動這宗襲擊的恐怖分子最終必會失敗。